# Pearse Lacey
Michael Pearse Lacey (ur. 26 listopada 1916 w Toronto, zm. 2 kwietnia 2014 tamże) – kanadyjski duchowny katolicki, biskup pomocniczy Toronto w latach 1979-1993.

## Życiorys
Święcenia kapłańskie otrzymał 23 maja 1943 i inkardynowany został do archidiecezji Toronto.
3 maja 1979 papież Jan Paweł II mianował go biskupem pomocniczym Toronto, ze stolicą tytularną Diano. Sakry biskupiej udzielił mu ówczesny arcybiskup metropolita Toronto Gerald Emmett Carter. Na emeryturę przeszedł 31 maja 1993. W maju 2013 obchodził 70-lecie święceń kapłańskich.